# Jarabe de arce
El jarabe de arce, sirope de arce,miel de maple o jarabe de maple[cita requerida] (sirop d'érable en francés, maple syrup en inglés) es un dulce fabricado a partir de la savia del arce azucarero, arce rojo o del arce negro, como también de otras especies de arce. Usualmente, se combina con tortitas, crepes o gofres, aunque también podría ser usado como un ingrediente para poderlo hornear, en la preparación de postres

## Historia
Mucho antes de la llegada de colonos europeos a América del Norte, las tribus nativas del este de Canadá y el noreste de Estados Unidos habían descubierto cómo recolectar la savia de arce y convertirla en jarabe. Cuenta la leyenda que una pequeña ardilla trepó a lo largo del tronco de un árbol, mordió una rama y comenzó a beber el líquido que fluía. Un indígena al pie del árbol de arce la miró y se preguntó por qué tomaba savia en vez de beber de un manantial de agua fresca que fluía cerca. Trepó al árbol y, tal como hizo la ardilla, con su cuchillo descortezó el árbol y probó la savia. Hasta entonces, su tribu solo encontraba azúcar en frutas silvestres.

## Producción

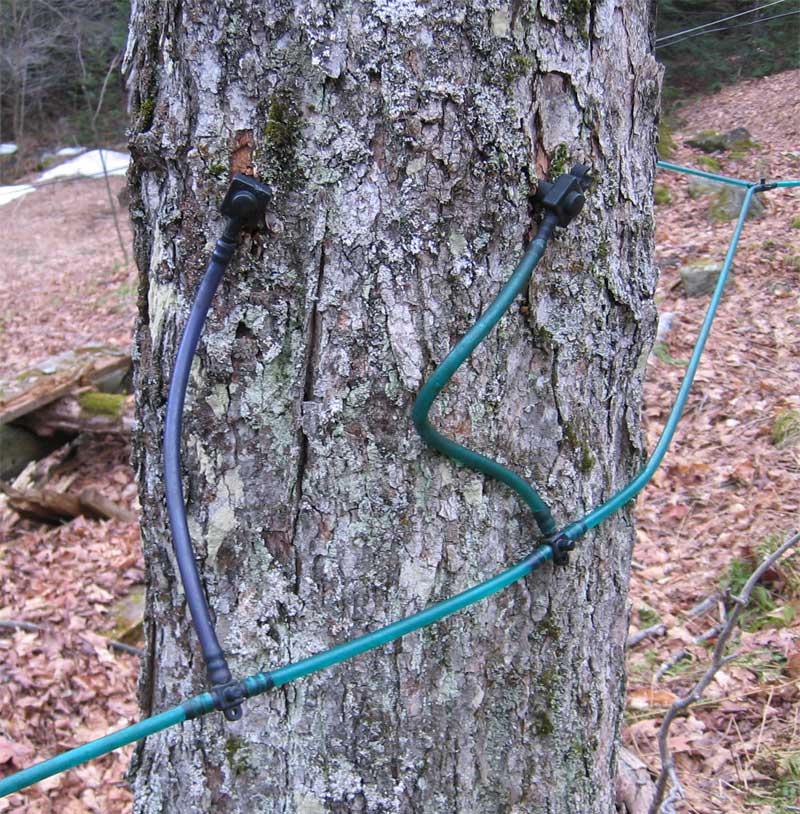
Tubos para la extracción de savia

El verdadero jarabe de arce proviene de las provincias de Quebec, Ontario y Marítimas de Canadá, el estado de Nueva York, y de los estados de Nueva Inglaterra, del norte de los Estados Unidos. La mayoría de los arces pueden ser utilizados para extraerles la savia y fabricar el jarabe, pero el arce azucarero (Acer saccharum) y el arce negro (Acer nigrum) son los más adecuados. Debido a su importancia económica, el arce es un emblema de Canadá, y su hoja está representada en la bandera canadiense.

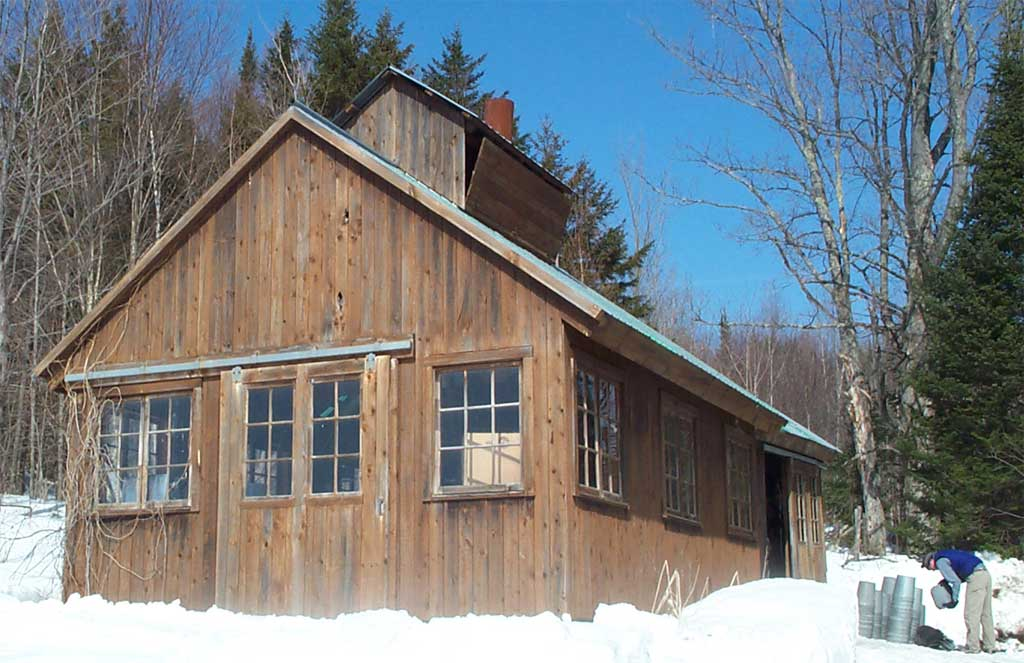
«Cabaña de azúcar»

Las granjas de producción de jarabe de arce se denominan cabaña o choza de azúcar (cabanes à sucre o sugarbushes). La savia se hierve en una «choza de azúcar» o «cabaña de azúcar», la cual tiene una abertura en la parte superior para expulsar el aire húmedo. La provincia de Quebec, en Canadá, es el mayor productor de jarabe de arce en todo el mundo; en 2001 llegó a producir 15.600.000 litros, unas cuatro veces más que lo que produjo todo Estados Unidos ese año. En Quebec el proceso es parte de la cultura y los ciudadanos suelen ir a las cabanes à sucre a comienzos de la primavera, donde se sirven espléndidas comidas con jarabe de arce como acompañamiento. Tire sur la neige es un plato de esta temporada; se vuelca el espeso jarabe caliente sobre la nieve y luego se consume rápidamente con ayuda de una varilla, ya que se enfría en muy poco tiempo.

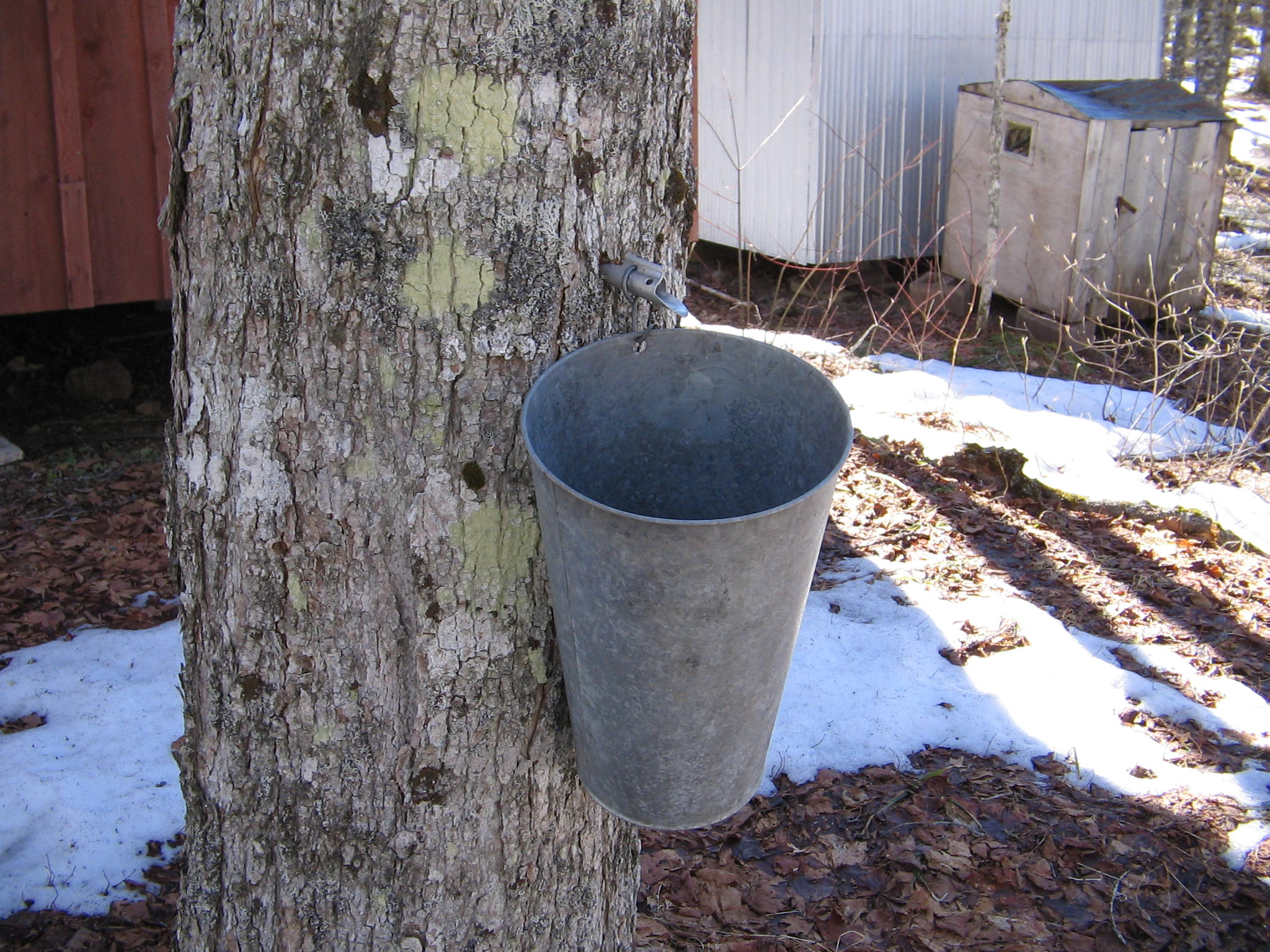
Cubeta para recolectar la savia de arce

En cuanto a la producción estadounidense, en el año 2001 Vermont produjo 1 040 000 de litros de jarabe de arce, alrededor de un cuarto de la producción del país. Los estados de Maine y de Nueva York le siguieron con alrededor del 19 % cada uno.

## Grados

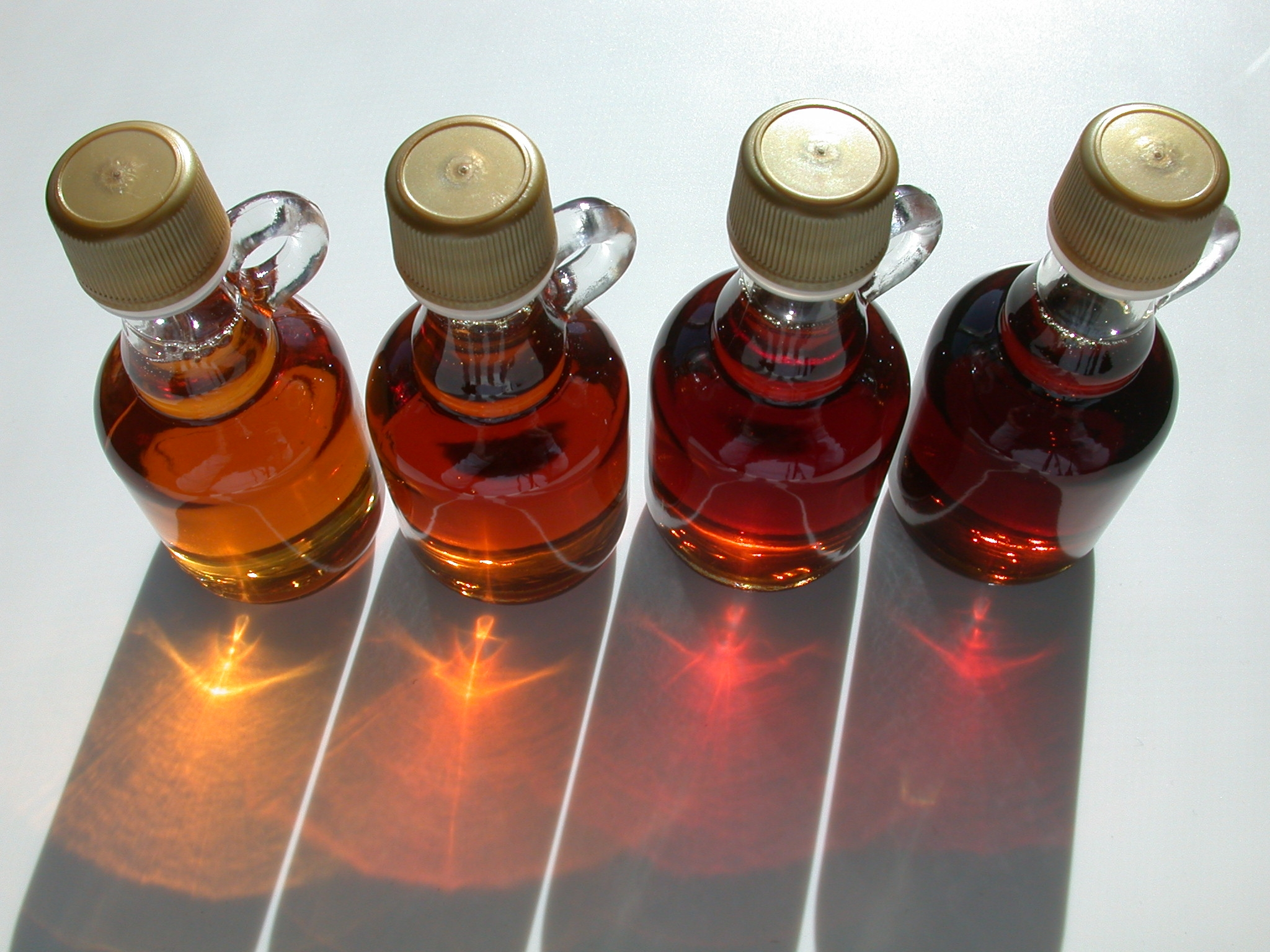
Grados de jarabe de arce (EE. UU.}

En los Estados Unidos, el jarabe de arce está dividido en dos grados: Grado A y Grado B. El Grado A se divide en tres subgrados: Grado A Ámbar Claro (a veces llamado Fancy), Grado A Ámbar Intermedio y Grado A Ámbar Oscuro. El Grado B es más oscuro que el Grado A Oscuro. Estos grados corresponden aproximadamente al momento de la temporada en el que se produjo el jarabe. El Grado A Ámbar Claro es un jarabe de temporada temprana, mientras que el Grado B es de temporada tardía. El Grado A típico (especialmente el Grado A Ámbar Claro) tiene un sabor más suave y dulce que el Grado B, el cual es utilizado mayoritariamente para cocinar y hornear.
        
En Canadá, hay tres grados que abarcan varios tipos de colores: Canadá #1 (que incluye Extra Claro, Claro e Intermedio), Canadá #2 (Ámbar) y finalmente Canadá #3 (Oscuro). Una producción anual típica contiene alrededor de un 25-30 % de cada uno de los colores incluidos en #1, un 10 % de Ámbar y un 2 % de Oscuro.

## Uso

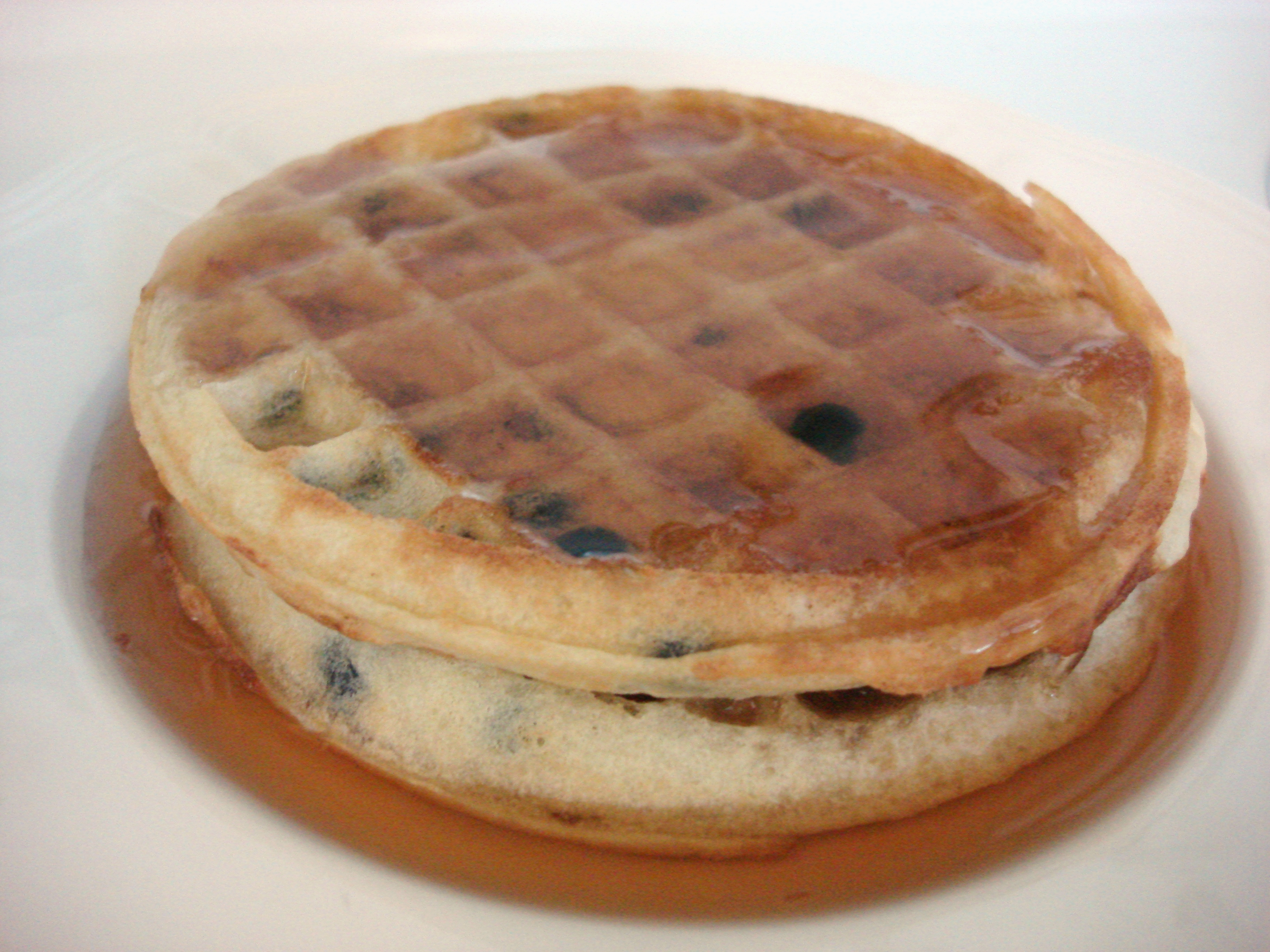
Gofres recubiertos de jarabe de arce

En Norteamérica, el jarabe de arce y sus imitaciones artificiales son los aderezos preferidos para crepes, gofres(waffle) y tortitas. La producción se concentra en los meses de febrero o marzo, dependiendo de las condiciones climáticas. Para fabricar el jarabe se realizan perforaciones en los troncos de los arces y se insertan unos tubos llamados spiles. Estos hacen que la savia gotee y quede contenida en baldes o en tuberías plásticas. La savia es inmediatamente trasladada mediante una válvula desde el recipiente contenedor hasta una cacerola de acero inoxidable, donde se la cocina hasta que se forma el jarabe dulce. El jarabe fluye por los deflectores de la cacerola volviéndose gradualmente más espeso, y es automáticamente extraído cuando tiene el espesor adecuado. Durante el proceso de reducción se agrega una pequeña porción de grasa (normalmente manteca) para que la savia no haga tanta espuma al hervir. El proceso es lento, porque la mayor parte del agua tiene que hervir para que se logre la consistencia deseada. Se requieren aproximadamente 40 litros de savia para hacer 1 litro de jarabe de arce, y un arce maduro produce alrededor de esa cantidad durante las 4-6 semanas que dura la temporada de producción, si bien esto varía de acuerdo al árbol y al clima. Generalmente los árboles no son utilizados para la extracción de savia hasta que tienen un diámetro de 25 centímetros en su parte media — en Nueva Inglaterra esto significa que el árbol debe tener por lo menos 40 años.
Tradicionalmente se utilizaba madera como combustible para la cocción, pero actualmente se emplea gas natural o en garrafas para tener mejor control del fuego. El exceso de calor puede dañar al jarabe, y una cacerola hirviendo en seco puede llegar a explotar.
Las producciones tempranas son las de mayor calidad. El clima despejado es el mejor para producir el jarabe; los días con temperaturas sobre cero y las noches con temperaturas bajo cero, con nieve cubriendo el suelo, son ideales. El jarabe producido a fin de temporada (sin heladas nocturnas) es oscuro y se dice que el sabor no es muy bueno, lo cual disminuye su valor comercial.
El proceso debe ser realizado lo más rápido posible: Almacenar el jarabe por mucho tiempo puede causar que la savia fermente (ver fermentación), y demasiada cocción también puede reducir la calidad del producto. Usualmente el proceso completo finaliza en tan sólo algunas horas. Sin embargo, en ocasiones el jarabe de arce se cocina más de lo habitual para hacer azúcar de arce. Esta se suele comercializar en forma de bloques y caramelos.
La mayoría de los jarabes con sabor a arce vendidos actualmente en el mercado estadounidense son jarabes de imitación, y usualmente tienen una pequeña porción de jarabe auténtico (con fines publicitarios) o son completamente artificiales. Además, son más económicos y en la mayoría de los casos son mucho más espesos que el jarabe de arce real. El jarabe de arce auténtico es considerado superior por prácticamente todo el mundo, si bien algunas de las personas que están acostumbradas a consumir los jarabes con esencia de arce y no suelen consumir los genuinos prefieren las imitaciones. Los habitantes de Quebec llaman a estas imitaciones baratas sirop de poteau («jarabe de poste», jarabe supuestamente producido al succionarlo de postes de teléfono).
La cocina vegana lo usa habitualmente como sustituto de la miel.

## EnlacesexternosArchivadoel 7 de marzo de 2016 enWayback Machine.
- Wikimedia Commons alberga una galería multimedia sobre Jarabe de arce.

- Datos: Q402563
- Multimedia: Maple syrup / Q402563